# Trojany (rejon samborski)
Trojany (ukr. Трояни) – wieś na Ukrainie w rejonie samborskim obwodu lwowskiego.